# Fundamentalismo de mercado
El fundamentalismo de mercado (también conocido como fundamentalismo de libre mercado) es una fe exagerada en la capacidad ilimitada del laissez faire, o de los puntos de vista o políticas económicas de libre mercado, para resolver los problemas económicos y sociales. La expresión es usualmente rechazada como peyorativa por las personas y organizaciones a quienes se aplica.
Diversos críticos del extremismo de libre mercado han usado el término para denotar lo que perciben como una creencia equivocada, o un engaño deliberado, de que el libre mercado provee la máxima equidad y prosperidad posible, y que cualquier interferencia con el proceso de mercado disminuye el bienestar social. El término es utilizado por partidarios de posiciones intervencionistas, proteccionistas y de economía mixta, así como capitalistas como George Soros y por economistas como el Premio Nobel Joseph Stiglitz. Los críticos citan como fundamentalista la creencia inquebrantable de que los mercados sin trabas maximizan la libertad individual, y son la única vía al crecimiento económico, y que la sociedad debe adherirse a esa idea suya del progreso. Entre las ideas adscritas a los fundamentalistas, se encuentra la creencia de que los mercados tienden hacia un equilibrio natural, y que el mejor interés en una sociedad dada es alcanzado al permitirle a sus participantes buscar su propio interés financiero con poca o ninguna supervisión reguladora.
Según el economista John Quiggin, los rasgos característicos de la «retórica económica fundamentalista» son aseveraciones «dogmáticas», junto a la afirmación de que cualquiera que defienda perspectivas contrarias no es un verdadero economista. John Ralston Saul sostiene que es simplemente una forma de bullying. Este enfoque dogmático deriva de la creencia en que la economía neoclásica proporciona una explicación científica del fenómeno económico, una explicación que algunos fundamentalistas afirman posee un estatus de verdad científica. No obstante, como señala Kozul-Wright en su libro The Resistible Rise of Market Fundamentalism, esta «'inevitabilidad' de las fuerzas de mercado» que los políticos neoliberales y conservadores tienden a subrayar, y su confianza en su política preferida, descansa en una «mezcla de asunciones implícitas, mitos sobre la historia del desarrollo económico de sus propios países, e intereses particulares camuflados en su retórica como bien general».

## Historia del término
La expresión "fundamentalismo de mercado" fue popularizada por George Soros en su libro La crisis del capitalismo global(1998), en el cual afirma que «esta idea fue llamada laissez faire en el siglo XIX... He encontrado un mejor nombre: fundamentalismo de mercado.» Palagummi Sainath cree que fue el periodista Jeremy Seabrooke quien usó por primera vez el término.
Actualmente, la expresión es utilizada por varios autores que escriben sobre temas económicos para significar un creencia presuntamente injustificada en la habilidad de los mercados para resolver todos los problemas en una sociedad. El término ha sido usado, peyorativamente, para criticar a algunos grupos que son vistos mayormente como detractores de cualquier regulación del Estado y defensores de un mercado totalmente libre. También es usado para menospreciar los argumentos de los partidarios de las "virtudes de la economía de libre mercado radical" o, en las palabras de Soros, contra la "ideología" que "ha colocado al capital financiero en el asiento de conductor."
Joseph E. Stiglitz usó el término en su ensayo autobiográfico de aceptación del Premio en Ciencias Económicas en memoria de Alfred Nobel para criticar algunas políticas del Fondo Monetario Internacional: «Más extensivamente, el FMI estaba defendiendo una serie de políticas, a las que se refieren generalmente como el Consenso de Washington, las doctrinas neoliberales o fundamentalismo de mercado, sobre la base de una comprensión incorrecta de la teoría económica y (lo que observé) como una interpretación inadecuada de datos históricos.»

Las teorías que yo (y otros) ayudaron a desarrollar explican por qué a menudo mercados sin trabas no solo no conducen a la justicia social, sino que ni siquiera producen resultados eficientes. De manera interesante, no ha habido intentos intelectuales de refutación de la mano invisible de Adam Smith: individuos y firmas, en busca de su propio interés, no son necesariamente o en general conducidos a la eficiencia económica.
Joseph E. Stiglitz

## Historia del concepto
Mientras que el término fundamentalismo de mercado es relativamente nuevo (el uso de la palabra "fundamentalismo" es en sí mismo reciente), el concepto de liberalismo económico no lo es. Las ideas fueron tomadas en el siglo XVIII en los trabajos de Adam Smith y de Jean-Baptiste Say. Fue recién en el siglo XX cuando la relativa sofisticación encontrada en el trabajo de Smith sería reformulada por economistas tales como Friedrich Hayek, Joseph Schumpeter y Milton Friedman (provenientes de diferentes escuelas económicas), resultando en una receta para una economía de libre mercado: negocios y comercio desregulados, intervención restringida del Estado y dejar que el espíritu empresarial genere bienestar para todos aquellos que participaran de la economía.
Bajo la influencia de Friedman y de los Chicago Boys (economistas chilenos educados en la Universidad de Chicago) en el Milagro de Chile durante el régimen de Augusto Pinochet en la década de 1970s, modelos similares fueron adaptados por la primera ministra Margaret Thatcher en el Reino Unido (Thatcherismo y por el presidente Ronald Reagan en los Estados Unidos (Reaganomics a comienzos de los años 1980.
A fines de la década de 1980s, las instituciones financieras basadas en Bretton Woods Washington D. C. (Fondo Monetario Internacional y Banco Mundial) y el Departamento del Tesoro de los Estados Unidos se adhirieron al Consenso de Washington, una serie de prescripciones políticas para naciones con crisis económicas, las cuales incluían medidas tales como la eliminación de subsidios estatales, redirección de gasto social en desarrollo de infraestructura y reducción de impuestos. o, como Stiglitz resumió, promovió el proselitismo de un conjunto universal de recomendaciones de política económica: "estabilizar, liberalizar y privatizar"

## Fundamentalismo y los mercados financieros
A lo largo del último par de décadas en los Estados Unidos, cada vez que la expansión del crédito llevaba a problemas, las autoridades financieras intervenían inyectando liquidez y estimulando la economía. Este sistema de 'incentivos asimétricos' (también conocido como "riesgo moral") estimulaba cada vez mayores expansiones del crédito. Desde 1980, las regulaciones financieras han sido progresivamente relajadas hasta que han prácticamente desaparecido. Según George Soros, 

el sistema era tan exitoso que la gente llegó a creer en lo que el expresidente de Estados Unidos Ronald Reagan llamó la magia del mercado y yo llamo 'fundamentalismo de mercado'. Los fundamentalistas creen que el mercado tiende hacia el equilibrio y el interés común es mejor servido permitiendo a los participantes perseguir su propio interés. Es un concepto erróneo evidente porque era la intervención de las autoridades lo que impedía a los mercados financieros derrumbarse, no los mercados por sí mismos.

### Libros
- Albers, Detlev, Haeler, Stephen, MEYER, Henning; (Editors). Social Europe: A Continent's Answer to Market Fundamentalism. Londres: European Research Forum at London Metropolitan University (23 de enero de 2006) ISBN 0-9547448-3-7 ISBN 978-0-9547448-3-0
- Boldeman, Dr. Lee. The cult of the market: economic fundamentalism and its discontents. — PDF (1.60 MiB). 2007, Canberra: The Australian National University ANU E Press. ISBN 978-1-921313-53-0
- French-Davis, Ricardo. Reforming Latin America's Economies: After Market Fundamentalism. Palgrave Macmillan, 2006. ISBN 1-4039-4945-X ISBN 978-1-4039-4945-5
- Kelsey, Jane. A Review of Economic Fundamentalism: The New Zealand Experiment - A World Model for Structural Adjustment?, Pluto Press, 1995.
- Kozul-Wright, Richard. The Resistible Rise of Market Fundamentalism: The Struggle for Economic Development in a Global Economy. United Nations Conference on Trade and Development (UNCTAD), London: ZedBooks Ltd, 2007. ISBN 978-1-84277-636-0 ISBN 978-1-84277-637-7
- Kozul-Wright, Richard y Paul Rayment (2007). The Resistible Rise of Market Fundamentalism: The Struggle for Economic Development in a Global Economy. Palgrave Macmillan, ISBN 978-1-84277-637-7
- Revel, Jean François (2000) La gran mascarada. Ensayo sobre la supervivencia de la utopía socialista. Madrid: Taurus.
- Ritzer, George, ed. (2003). The Blackwell Companion to Major Social Theorists, Blackwell publishing, ISBN 978-0-631-20710-8

### Artículos
- Bidstrup, Scott. Free Market Fundamentalism: Friedman, Pinochet and the "Chilean Miracle" Archivado el 30 de enero de 2009 en Wayback Machine.
- Asenov, Emil (1997). Geraskov, Market Fundamentalism and The Paradox Of Transition.
- Hoang, Kathy. World Bank Brings Market Fundamentalism to Iraq. 50 Years Is Enough Network, Economic Justice News Online, Vol.7, N.º 3, septiembre de 2004
- Rosen, Ruth. Note to Nancy Pelosi: Challenge Market Fundamentalism. 30 de enero de 2007.
- Sainath, P. (2001). Poverty, Market Fundamentalism and the Media

- Datos: Q707735